# یواس‌اس اس‌سی-۱۹
یواس‌اس اس‌سی-۱۹ (به انگلیسی: USS SC-19) یک زیردریایی بود که طول آن ۱۱۰ فوت (۳۴ متر) بود. این زیردریایی در سال ۱۹۱۷ ساخته شد.